# Ponětovice (przystanek kolejowy)
Ponětovice – przystanek kolejowy w Ponětovicach, w kraju południowomorawskim, w Czechach. Znajduje się na wysokości 230 m n.p.m..
Jest zarządzany przez Správę železnic. Na przystanku nie ma możliwości zakupu biletów, a obsługa podróżnych odbywa się w pociągu. 

## Linie kolejowe
- 250 Havlíčkův Brod - Brno - Kúty